# Дружба-1984
Вижте пояснителната страница за други значения на Дружба.
„Дружба-1984“ са международни спортни игри, проведени в 9 държави през юни – август 1984 година, като алтернатива на бойкотираните от тях Летни олимпийски игри в Лос Анджелис същата година.
В тях участват социалистическите страни, главно от Съветския блок (с изключение на Румъния), които бойкотират Летните олимпийски игри в Лос Анджелис, Съединените американски щати през същата година.
Те са в отговор на бойкота от 61 страни (начело със САЩ) на Летните олимпийски игри в Москва, СССР през 1980 година.

## Домакини
Игрите се провеждат в следните 9 държави.
- България
  - Варна (волейбол - жени: 5-15 юли; вдигане на тежести: 12-16 септември)
  - София (свободна борба: 20-22 юли; спортна гимнастика: 17-19 август)

- Източна Германия
  - Берлин (кану-каяк: 21-22 юли)
  - Лаузиц, (колоездене на писта: 23 – 26 август)
  - Росток, Магдебург (хандбал – жени: 17-21 юли)

- Куба
  - Хавана (бокс: 19-24 август; волейбол - мъже: 19-26 август; водна топка: 19-26 август)

- Монголия
  - Улан Батор (самбо: 1-2 септември)

- Полша
  - Сопот (Полша), (6 юли)
  - Кшиаж (9 юли)
  - Познан (хокей на трева – жени: 28-30 август)
  - Варшава (джудо: 24-26 август; многобой: 5-9 септември)
  - Катовице (тенис: 20-26 август)

- Северна Корея
  - Пхенян (тенис на маса: 2-10 юли)

- Съветски съюз
  - Москва, стадион „Лужники“ (лека атлетика: 17-18 август)
  - стадион „ЦСКА“ и „Динамо спорт палас“ (баскетбол: 22-30 август), (хокей на трева – мъже: 19-21 август)
  - Москва, Крилатско (гребане: 23-25 август)
  - Талин (ветроходство: 18-25 август)
  - Москва (спортна стрелба: 19-25 август;
  - Москва, Олимпийски спортен комплекс (плуване: 19-25 август)
  - Москва, Крилатско, „Велодром“ (колоездене: 18-22 август)

- Унгария
  - Будапеща (плуване: 16-18 август; фехтовка: 15-20 юли; класическа борба: 13-15 юли)

- Чехословакия
  - Пилзен (стрелба с лък: 23-26 август)
  - Оломоуц (художествена гимнастика: 20-26 август)
  - Прага (лека атлетика: 16-18 август)
  - Тренчин (хандбал – мъже: 21-25 август)